# 逍林站
逍林站，全称逍林（慈溪森林公园）站，是浙江省慈溪市建设中的一座高架市域铁路车站，属于宁波轨道交通10号线。车站计划于2026年底启用。

## 车站形制
逍林站位于慈溪市逍林镇联明路、潮塘横江交叉口西北，沿潮塘横江东西向布置。车站为高架三层四线侧式车站，长96米，宽31.7米，总建筑面积为9246平方米。本站规划为越行站。

## 出口
逍林站规划设置4个出口。